# Diego Hurtado de Mendoza (explorador)
Diego Hurtado de Mendoza o Diego de Hurtado (15?? - desaparecido en el mar en algún lugar de las costas del Pacífico de México, después de 1532), fue un explorador español, primo del conquistador de México Hernán Cortés, recordado por haber participado en una de las primeras expediciones de exploración en las costas del Pacífico del actual México, en la que él y toda su tripulación desaparecieron sin dejar rastro.

## Primer viaje de exploración de la Mar del Sur

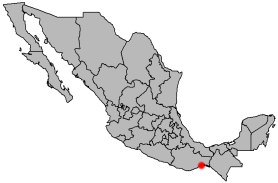
La misión de Diego Hurtado era encontrar un paso entre el Pacífico y el Atlántico. Su recorrido por el litoral del Pacífico inició en Tehuantepedc, Oaxaca y terminó en naufragio

En la cuarta Carta de Relación, fechada en México el 15 de octubre de 1524, escribe Hernán Cortés al emperador Carlos I de España de la preparación de barcos para explorar y someter nuevos reinos sobre la Mar del Sur, idea que bullía en su mente desde la conquista de la gran Tenochtitlan. En 1529, estando Cortés en España, firmó un convenio con la Corona española, por el cual se obligaba a enviar por su cuenta «armadas para descubrir islas y territorios en la Mar del Sur» (el océano Pacífico).
Deseaba encontrar, además del dominio territorial y las posibles ganancias en metales preciosos en las nuevas tierras a descubrir, un paso de mar entre el Pacífico y el Atlántico, pues se pensaba que si Fernando de Magallanes había encontrado un estrecho que comunicaba ambos océanos por el Sur, también debería existir otro paso por el norte. Ese paso marítimo era el mítico estrecho de Anián. En el mencionado convenio se estipulaba que de las tierras y ganancias que se obtuvieran, una décima parte corresponderían al descubridor en propiedad perpetua, para sí y sus descendientes.
Envió Cortés con tal fin la primera expedición exploradora hacia el norte en 1532 a dos buques, el San Miguel y el San Marcos bajo el mando de su primo Diego Hurtado de Mendoza, que comandaba la pequeña expedición a bordo del San Marcos, en tanto mandaba el San Miguel el capitán Juan de Mazuela.
Partió la expedición en esos navíos desde Santo Domingo Tehuantepec (Oaxaca). Después de tocar Manzanillo (Colima) se fueron costeando las costas de Jalisco y Nayarit, que en aquel entonces formaban parte de la audiencia de la Nueva Galicia, hasta descubrir las tres Islas Marías, a las cuales nombró Magdalenas. De ahí regresaron a tierra firme y trataron de obtener abastecimiento de agua en la bahía de Matanchén (Nayarit), abastecimiento que les fue negado por órdenes de Nuño de Guzmán, dueño y señor de la región.

## Naufragio y muerte
El buque San Miguel, maltratado por las tormentas y amotinada la tripulación, emprendió el regreso, arribó a las costas de Jalisco y terminó en manos de Nuño de Guzmán, en tanto que el otro navío San Marcos, en el que iba Diego Hurtado, tomó rumbo al norte. Jamás ninguno de los que iban a bordo regresó a la Nueva España ni se volvió a tener noticias de ellos. Años después, el autor de la Segunda Relación anónima de la jornada que hizo Nuño de Guzmán a la Nueva Galicia recogió algunas informaciones que hacen suponer que la nave que mandaba Diego Hurtado de Mendoza había naufragado en el litoral norte del actual estado de Sinaloa, pereciendo él y el resto de la tripulación.

## Epílogo
En ese viaje se reconocieron los litorales de lo que hoy son los estados mexicanos de Guerrero, Michoacán, Colima, Jalisco y Nayarit. Además se descubrieron las Islas Marías frente a las costas de Nayarit.